# Недотрога желёзконосная
Недотро́га желёзконо́сная, или недотро́га желе́зистая (лат. Impátiens glandulífera), — однолетнее травянистое растение; вид рода Недотрога. Другие названия: бальзамин железистый, бальзамин железистоносный, бальзамин желёзконосный, недотрога Ройля.

## Описание

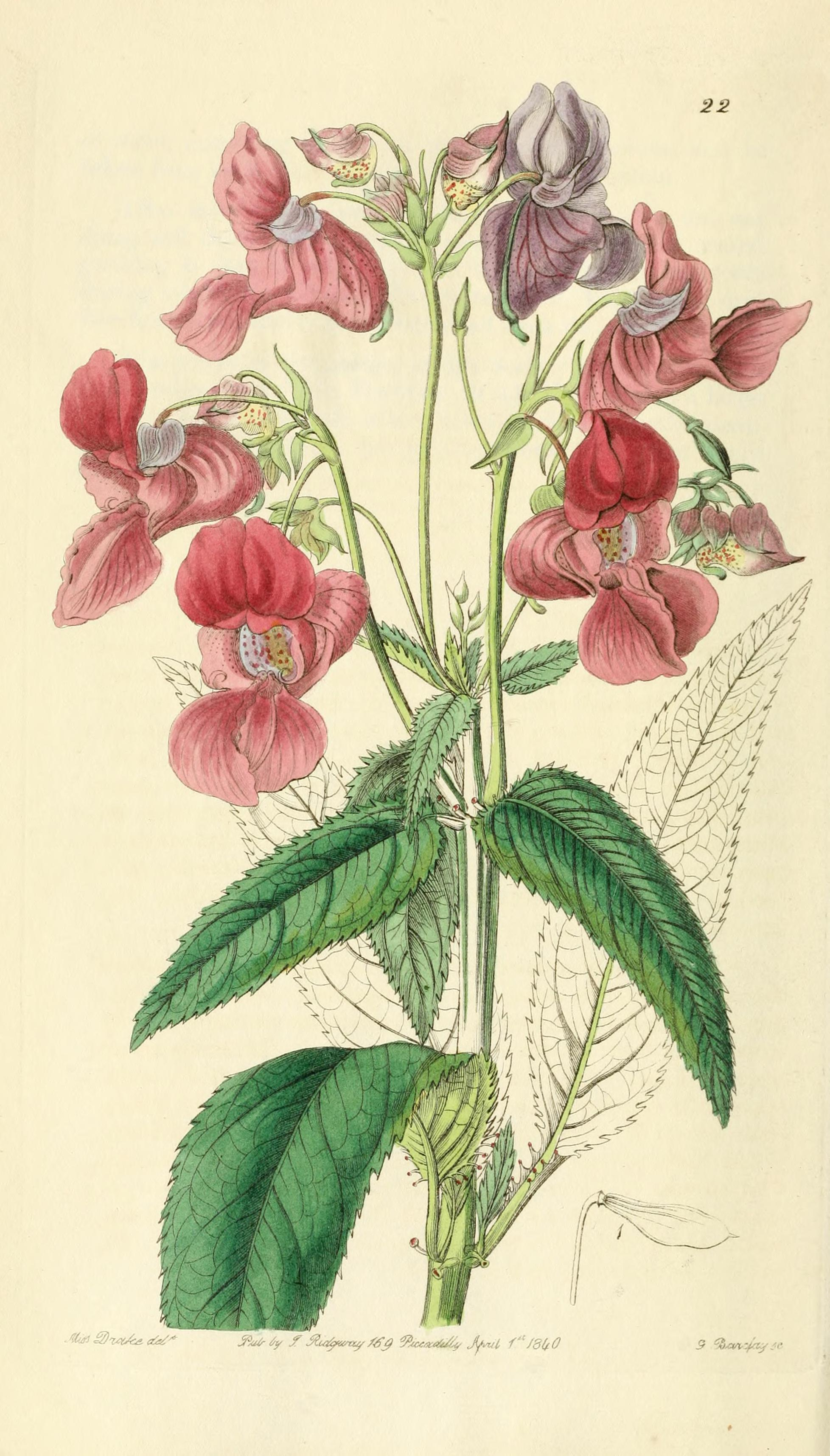

Недотрога железистая — однолетнее растение. Стебель сильноветвистый, толстый, сочный, узловатый, полый внутри, голый, достигает в высоту до 2 м.
Листья мутовчатые, по 3 (реже 4) в узле, яйцевидно-ланцетные, достигают 6—12 см в длину, края зубчатые с окрылёнными черешками, в верхней части стебля собраны в мутовки по три. В основаниях листьев располагаются по 2 стебельчатые тёмно-красные желёзки.
Корень мочковатый.
Цветки недотроги железистой простые, крупные, на длинных цветоносах, собраны в зонтиковидные пазушные кисти по 2—14 цветков. Цветки зигоморфные, 3—3,5 см, имеют различный цвет — от белых до винно-красных, чаще всего лилово-розовые. Запах цветков тонкий, нежный. Цветки недотроги железистой опыляются насекомыми, обычно шмелями. Цветёт с середины лета до заморозков.
Плод — обратнояйцевидная коробочка, на верхушке — острая. При прикосновении к созревшему плоду коробочки отрываются от семяносца, скручиваются спиралью и разбрасывают мелкие коричнево-чёрные семена в радиусе до 10 метров. Семена обратно-широкояйцевидные, сплюснутые, тёмно-коричневые, 4—7 мм длиной, 2—4 мм шириной. За сезон одно растение даёт до 4 тысяч семян.

## Экология и распространение

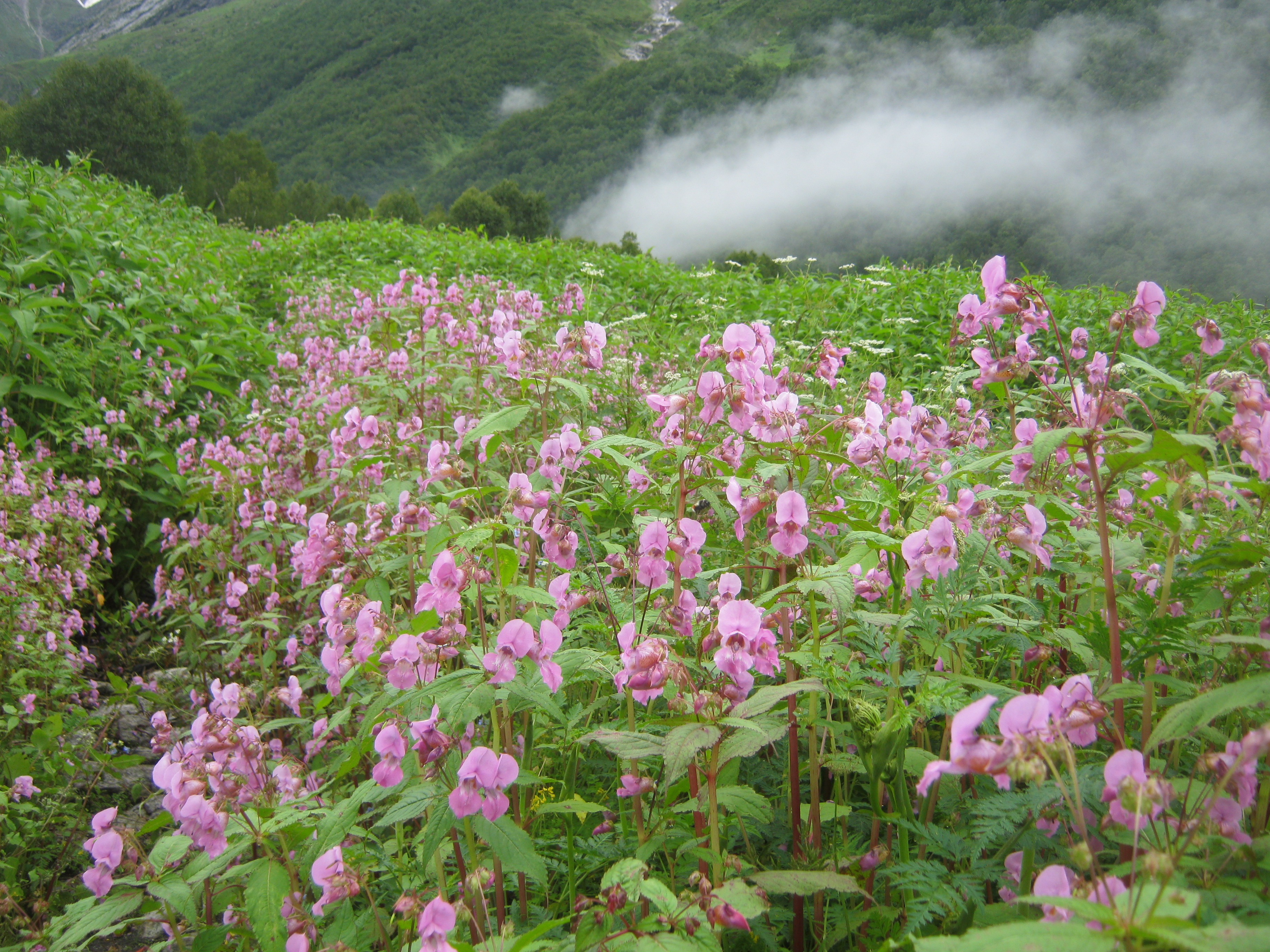
Недотрога желёзконосная в Долине цветов (Западные Гималаи)

Предпочитает тенистые влажные места, растёт по сырым оврагам, пустырям, лесным дорогам в ельниках и смешанных лесах, на вырубках, по берегам ручьев и рек.
Происходит из Западных Гималаев, где растет вдоль берегов рек, в пойменных лесах и на рудеральных местах, на высотах 1600—4300 м над уровнем моря. Завезённое как декоративное растение, легко дичает и ныне распространено в умеренных широтах северного полушария и на некоторых островах Австралазии. Впервые было завезено в Европу (Великобритания) в 1838 г. как садовое декоративное растение, а в 1855 г. этот вид уже был зарегистрирован в Англии как сбежавший из культуры. В европейской части России один из широко распространённых адвентивных видов, от Мурманской области и Карелии на севере до Кавказа на юге, включён в ботанический атлас растений Ленинградской области. В Азии растение расселилось в азиатской части России, Казахстане и Японии.
В Иркутской, Кемеровской областях, на юге Томской области, Республики Алтай и Красноярского края недотрога желёзконосная активно расселяется и натурализуется в нарушенных полуестественных и естественных местообитаниях. В Новосибирской области, республиках Бурятия и Хакасия расселяется и натурализуется по нарушенным местообитаниям. В Омской области, Забайкальском крае, Республике Тыва является потенциально инвазионным видом.
В Московском регионе растение впервые было описано близ Сенежского озера (Солнечногорский р-н), где росло «в большом количестве особей…, захватывая всё больший район». К 1960-м гг. в Москве и Московской области вид являлся, по-видимому, ещё редким: «культивируется в садах, иногда дичает» (в те же годы описывается как недотрога Ройля (I. roylei) и в составе адвентивной флоры Приморья (о. Русский, Седанка)). Ситуация резко изменилась в 1970-х гг., когда недотрога желёзконосная стала встречаться по сорным местам в городах и посёлках, у заборов кладбищ, в канавах, на железнодорожных насыпях. В начале 1980-х гг. вид стал оккупировать ивняки по берегам р. Москвы на протяжении десятков километров в Можайском, Рузском и Одинцовском районах, а в последние годы отмечено активное расселение по сырым лесным дорогам в ельниках и смешанных лесах, на вырубках, у лесных болот, вдоль ручьев.

## Название
Русское ботаническое название рода Недотрога, как и родовое лат. Impatiens (im- приставка отрицания и patientia — терпение выносливость, выдержка), связано со свойством созревших плодов с треском раскрываться и выстреливать семена при прикосновении. Другое родовое название Бальзамин (фр. balsamine, лат. balsamino, от греч. βάλσαμον, происшедшее от  араб. balasan‎ — бальзам), давшее название всему семейству Бальзаминовые, чаще распространяется на ароматные садовые тропические виды и сорта.
Видовое название желёзконосная или железистая является переводом с лат. glándula — желёзка и лат. -fero — несу и связано с наличием крупных стебельчатых желёзок у основания листьев.

## Применение
В качестве декоративного культивируется в Европе с начала XIX века. В современной России недотрога железистая используется для украшения живых изгородей, для декорирования оград и надгробий на кладбищах.

## Значение как сорного растения
Недотрога желёзконосная является одним из самых агрессивных чужеродных видов в Европе. Долго живёт в местах разведения, легко дичает и широко распространяется. Особенностью вида является образование зарослей площадью 8—20 м². Одиночные растения встречаются только на первых этапах колонизации. Высокий инвазионный потенциал недотроги желёзконосной обусловлен способом распространения семян, их хорошей плавучестью, а также выделением большого количества нектара, привлекающего опылителей, хотя в целом вмешательство вида в экосистемы умеренных зон незначительно. Недотрога железистая очень привлекательна для пчёл и шмелей, но при этом не отвлекает опылителей от других растений, вопреки опасениям на этот счёт. В местах большого скопления ускоряет эрозию берегов рек, поскольку растение полностью отмирает зимой, оставляя поросшие им берега незащищенными от паводков.

## Классификация

### Таксономия[17]
Impatiens glandulifera Royle, 1835, Ill. Bot. Himal. Mts. : 151
Вид Недотрога желёзконосная относится к роду Недотрога (Impatiens) семейства Бальзаминовые (Balsaminaceae) порядка Верескоцветные (Ericales). Кладограмма в соответствии с Системой APG IV по состоянию на июнь 2023 года:
|  |                                      |  |                                   |                                   |                         |  | ещё 21 семейство | ещё 21 семейство |                         |  |                         |  | еще 1 000 подтвержденных видов и 233 таксона, ожидающих подтверждения | еще 1 000 подтвержденных видов и 233 таксона, ожидающих подтверждения |  |
|  |                                      |  |                                   |                                   |                         |  | ещё 21 семейство | ещё 21 семейство |                         |  |                         |  | еще 1 000 подтвержденных видов и 233 таксона, ожидающих подтверждения | еще 1 000 подтвержденных видов и 233 таксона, ожидающих подтверждения |  |
|  |                                      |  |                                   | порядок Верескоцветные            |                         |  |                  |                  | род Недотрога           |  |                         |  |                                                                       |                                                                       |  |
|  |                                      |  |                                   | порядок Верескоцветные            |                         |  |                  |                  | род Недотрога           |  | 2 внутривидовых таксона |  |                                                                       |                                                                       |  |
|  | отдел Цветковые, или Покрытосеменные |  |                                   |                                   | семейство Бальзаминовые |  |                  |                  | Недотрога желёзконосная |  |                         |  |                                                                       |                                                                       |  |
|  | отдел Цветковые, или Покрытосеменные |  |                                   |                                   |                         |  |                  |                  |                         |  |                         |  |                                                                       |                                                                       |  |
|  |                                      |  | ещё 63 порядка цветковых растений | ещё 63 порядка цветковых растений |                         |  |                  | ещё 1 род        | ещё 1 род               |  |                         |  |                                                                       |                                                                       |  |
|  |                                      |  |                                   | ещё 63 порядка цветковых растений |                         |  |                  |                  | ещё 1 род               |  |                         |  |                                                                       |                                                                       |  |

### Внутривидовые таксоны
- Impatiens glandulifera (Hegi) B.Boivin
- Impatiens glandulifera subsp. pallidiflora (Hook.f.) Weath.

### Синонимы
- Balsamina glandulifera  (Royle)  Ser.
- Balsamina macrochila  (Lindl.)  Ser.
- Balsamina roylei  (Walp.)  Ser.
- Impatiens candida  Lindl.
- Impatiens cornigera  Hook.
- Impatiens glanduligera  Lindl.
- Impatiens macrochila  Lindl.
- Impatiens moschata  Edgew.
- Impatiens royleana  Payer
- Impatiens roylei  Walp.
- Impatiens roylei var. candida  (Lindl.)  Hook.f.
- Impatiens roylei var. macrochila  (Lindl.)  Hook.f.
- Impatiens roylei var. moschata  (Edgew.)  Hook.f.

## Галерея

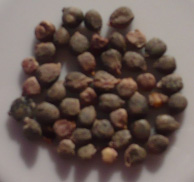
Семена
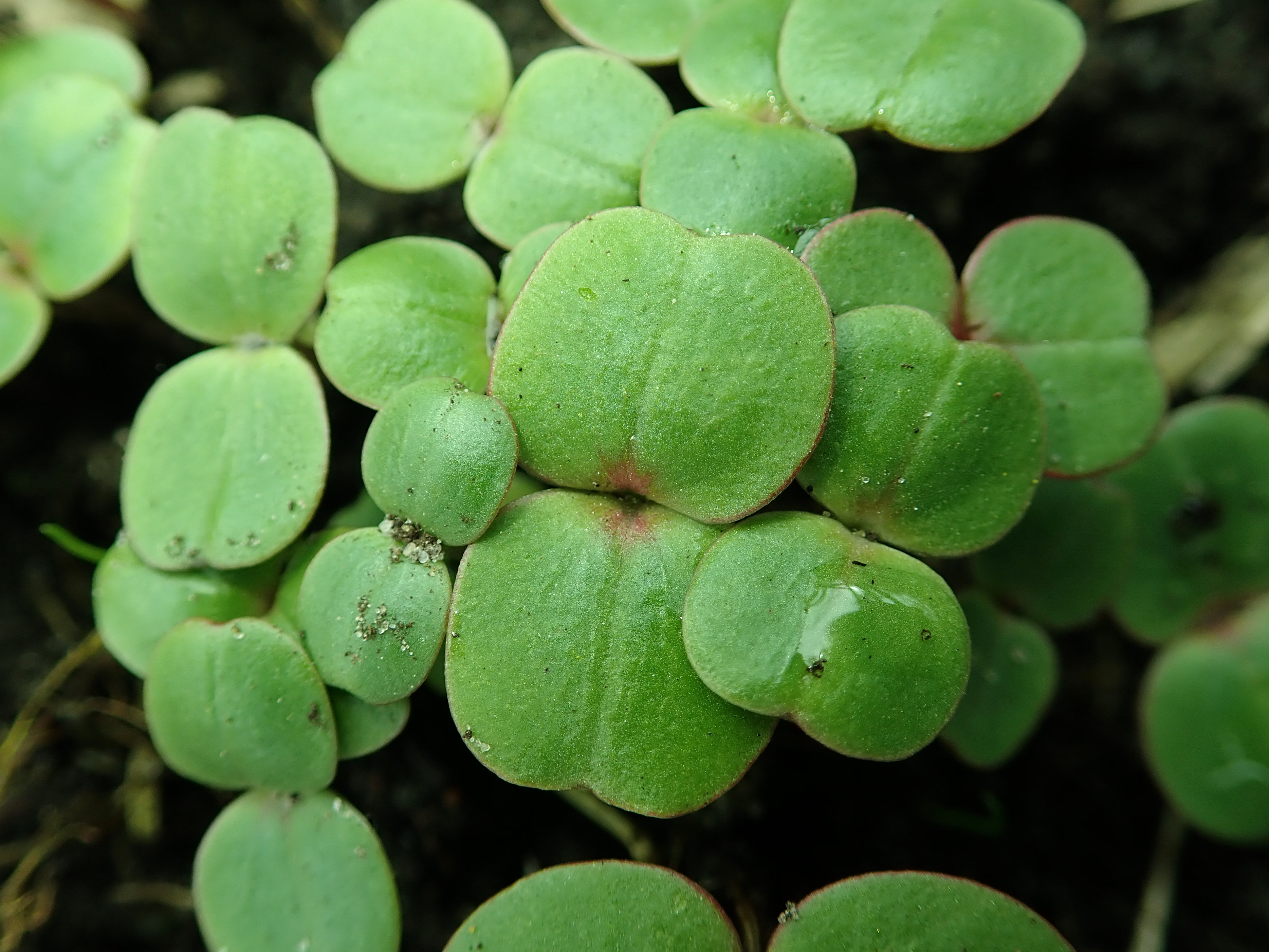
Проростки
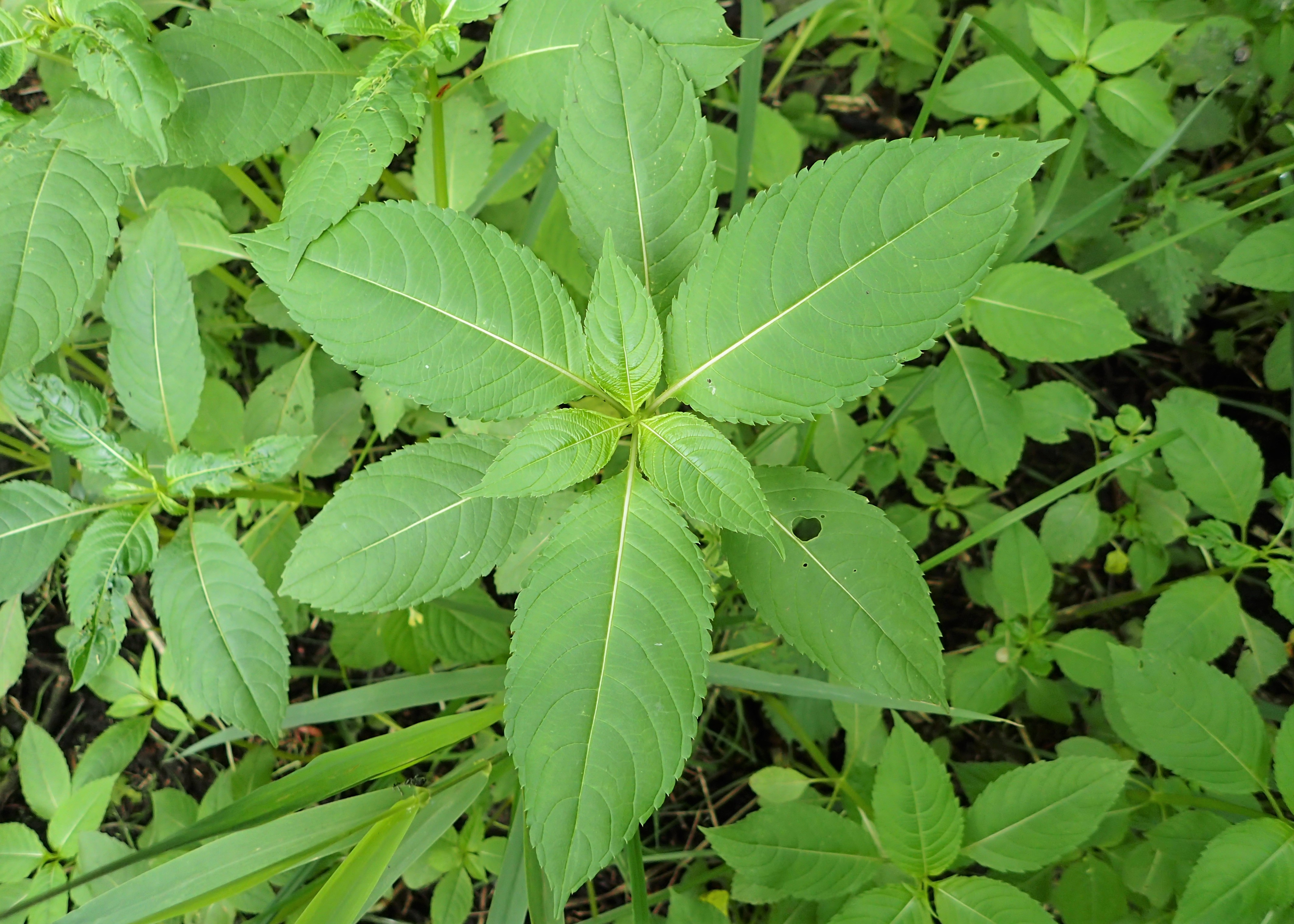
Листья
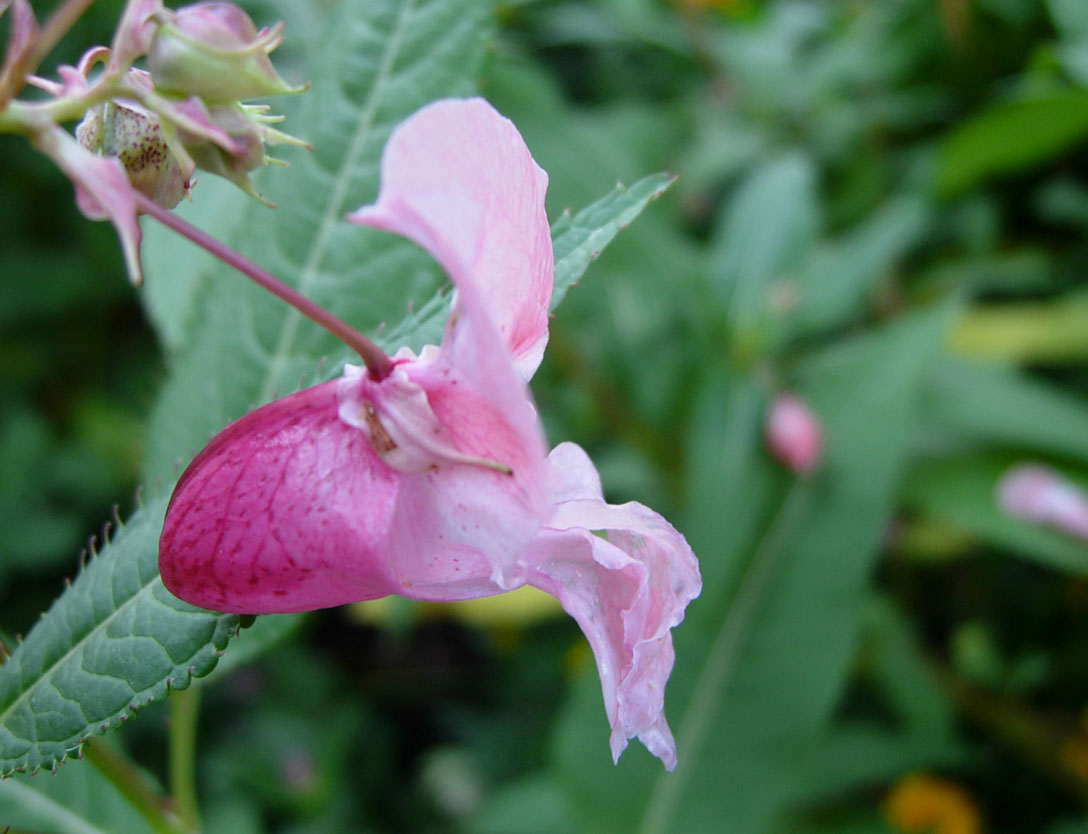
Цветок
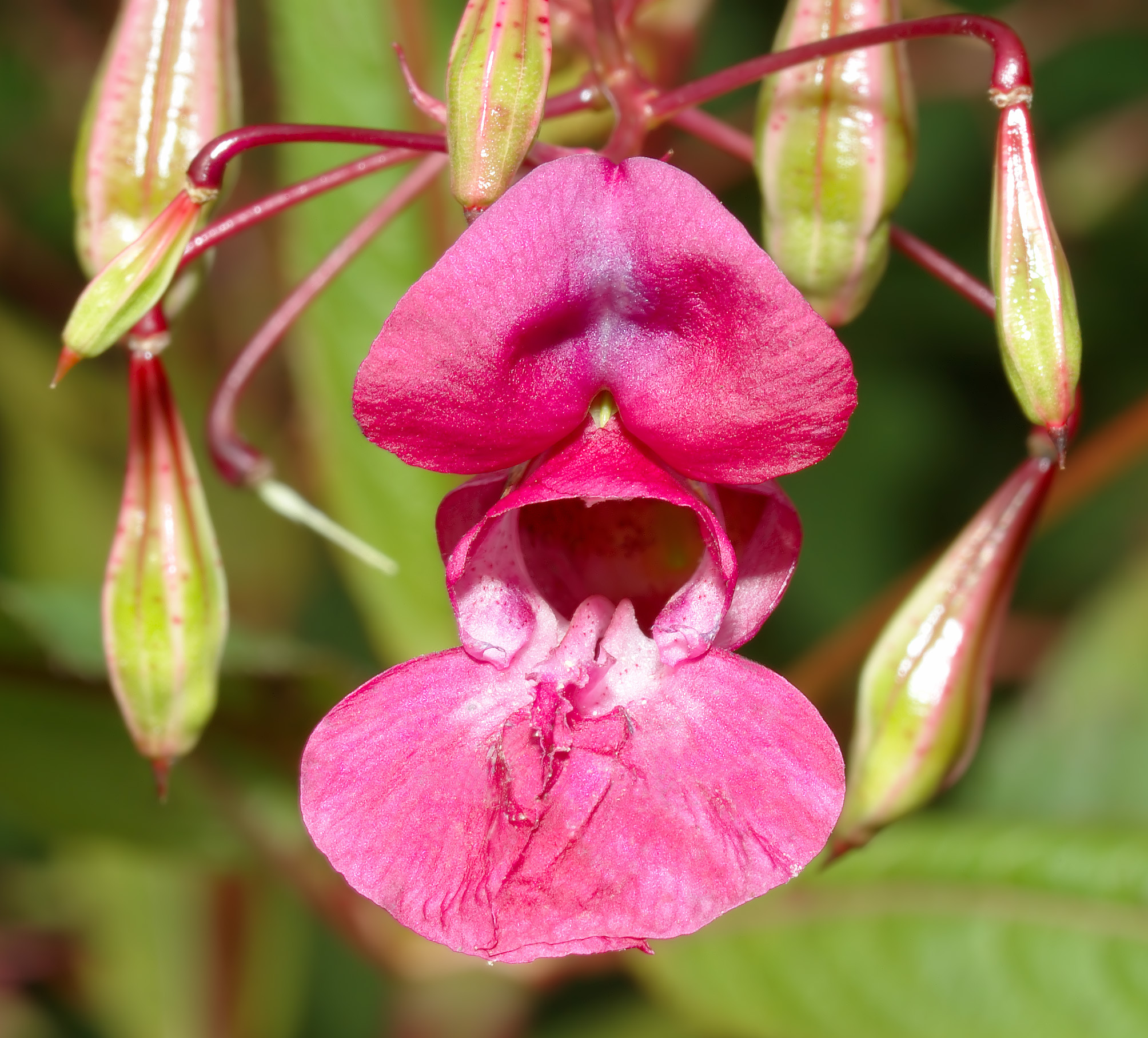
Цветок и плоды
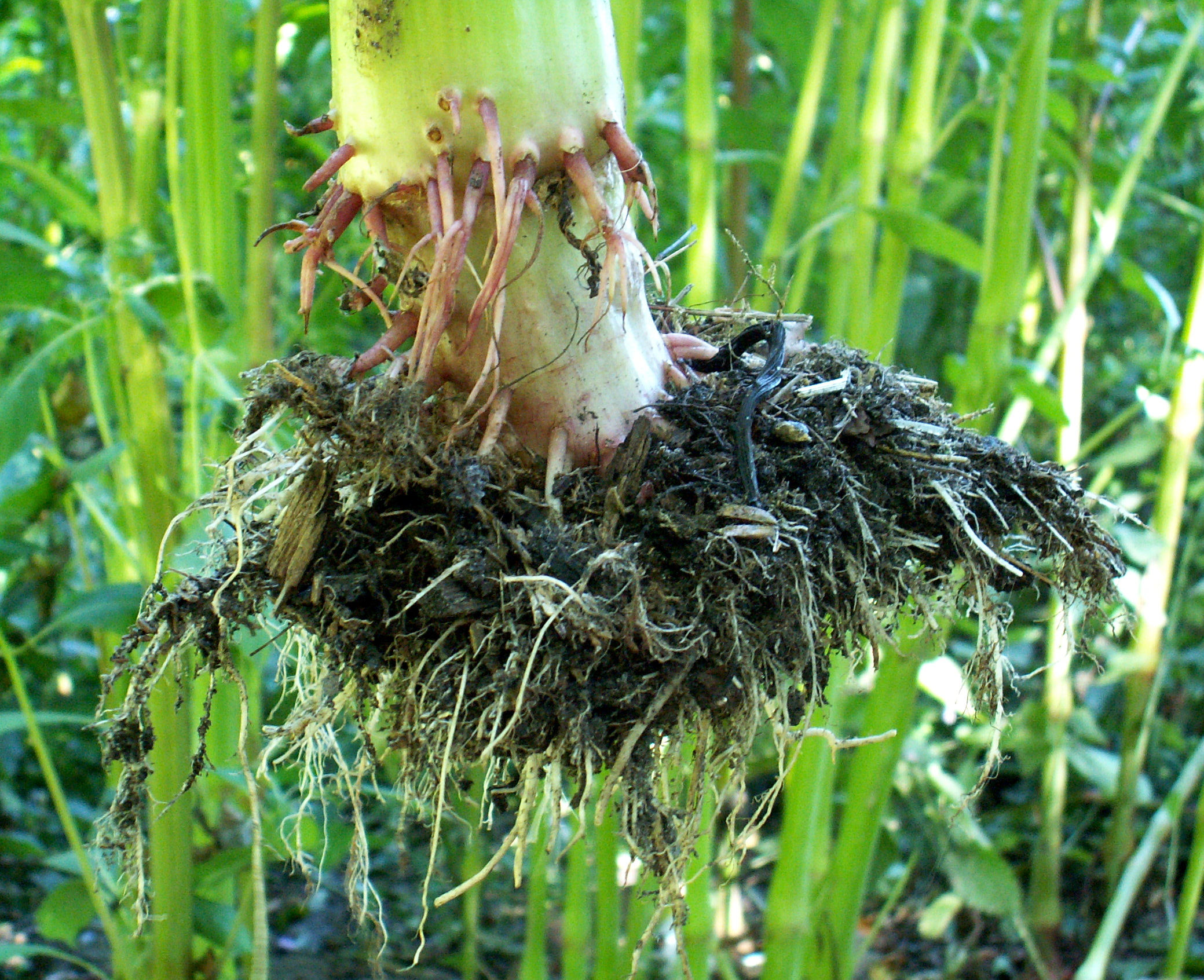
Корни